# Torneo de Brisbane 2020
El Brisbane International 2020 fue un evento de tenis de la WTA Premier, y se disputó en Brisbane (Australia) en el complejo Queensland Tennis Centre y en cancha dura al aire libre, siendo parte de una serie de eventos que hacen de antesala al Abierto de Australia, desde el 6 al 12 de enero de 2020. En la rama masculina el torneo se discontinuo ya que fue reemplazado en el calendario por la nueva ATP Cup.

## Distribución de puntos
| Modalidad           | Campeona | Finalista | Semifinales | Cuartos de final | 2ª ronda | 1ª ronda | Clasificadas | 3ª ronda de clasificación | 2ª ronda de clasificación | 1ª ronda de clasificación |
| Individual femenino | 470      | 305       | 185         | 100              | 55       | 1        | 25           | 18                        | 13                        | 1                         |
| Dobles femenino     | 470      | 305       | 185         | 100              | -        | 1        | -            | -                         | -                         | -                         |

## Cabezas de serie

### Individuales femenino
| Tenista           | Ranking | Preclasificada |
| Ashleigh Barty    | 1       | 1              |
| Karolína Plíšková | 2       | 2              |
| Naomi Osaka       | 3       | 3              |
| Elina Svitolina   | 6       | 4              |
| Petra Kvitová     | 7       | 5              |
| Kiki Bertens      | 9       | 6              |
| Johanna Konta     | 12      | 7              |
| Madison Keys      | 13      | 8              |

- Ranking del 30 de diciembre de 2019.[3]

### Dobles femenino
| Tenista                       | Ranking | Preclasificada |
| Su-Wei Hsieh Barbora Strýcová | 5       | 1              |
| Nicole Melichar Yifan Xu      | 28      | 2              |
| Hao-ching Chan Latisha Chan   | 30      | 3              |
| Květa Peschke Demi Schuurs    | 35      | 4              |

## Campeones

### Individual femenino
Karolína Plíšková venció a  Madison Keys por 6-4, 4-6, 7-5

### Dobles femenino
Su-Wei Hsieh /  Barbora Strýcová  vencieron a  Ashleigh Barty /  Kiki Bertens por 3-6, 7-6(9-7), [10-8]